# Chelonus trukensis
Chelonus trukensis är en stekelart som beskrevs av Watanabe 1945. Chelonus trukensis ingår i släktet Chelonus och familjen bracksteklar. Inga underarter finns listade i Catalogue of Life.